# Trichoxys penrosei
Trichoxys penrosei is een keversoort uit de familie van de boktorren (Cerambycidae). De wetenschappelijke naam van de soort werd voor het eerst geldig gepubliceerd in 2012 door Lingafelter & Wappes.